# 红桃粿

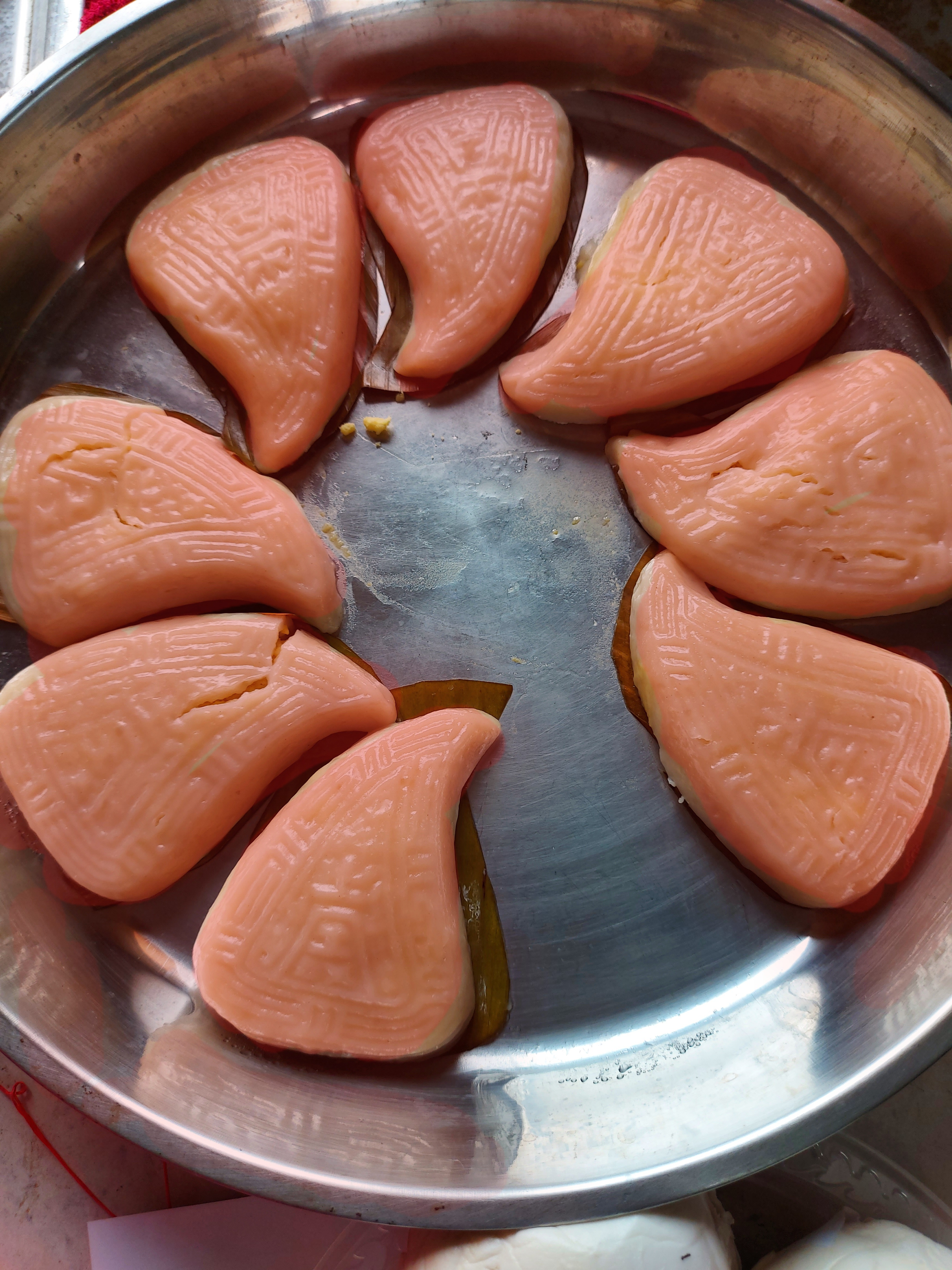
红桃粿

红桃粿，又名桃粿、粿桃、红曲桃、红壳桃，是起源于廣東潮汕地区的特色食品。红桃粿可放入多种馅料，常见馅料有韭菜馅、糯米馅、芋丝馅、眉豆餡等，其中韭菜馅最为受欢迎。随着原材料价格上涨，2017年初在揭阳的价格已从每个1.8元上涨到2.2元。红桃粿也是当地一种祭祀必备品，用于祈福祈寿。

## 做法
先将粳米粉与水做成红桃粿皮，搓成长条，取一小块压成圆形薄皮，包入馅料（可用糯米饭、香菇、虾米、鸡内脏、花生仁等），使用粿印印出形状和纹路，最后上蒸笼蒸熟。

## 另見
- 紅龜粿
- 麻糬
- 雪米糍
- 冰皮月餅
- 茶粄
- 糯米糍